# 新潟県道119号柿崎停車場線
新潟県道119号柿崎停車場線（にいがたけんどう119ごう かきざきていしゃじょうせん）は、新潟県上越市内を通る一般県道である。

## 概要

### 路線データ
- 起点：柿崎停車場（新潟県上越市柿崎区柿崎）
- 終点：新潟県上越市柿崎区柿崎（新潟県道129号犀潟柿崎線交点）

## 地理

### 通過する自治体
- 新潟県上越市

### 接続する道路
- （起点：上越市柿崎区柿崎、柿崎駅前）
- 新潟県道129号犀潟柿崎線（終点：上越市柿崎区柿崎）

### 周辺
- JR信越本線 柿崎駅
- 上越市役所 柿崎区総合事務所
- 上越市立柿崎小学校
- 第四北越銀行 柿崎支店
- 上越信用金庫 柿崎支店
- 柿崎郵便局